# Dub War
Dub War – angielski zespół rockowy powstały w Newport w 1993 roku, gra połączenie ragga i rocka. Początkowo grupę tworzyli Benji Webbe (wokal), Jeff Rose (gitara), Richie Glover (bass) i Martin „Ginge” Ford (perkusja). W 1999 zespół rozpadł się po odejściu Richiego Glovera, który zaangażował się w The Jones. Jego miejsce zajął Daniel Pugsley i wówczas powstał nowy zespół – Skindred.

## Dyskografia

### Albumy
| Rok  | Tytuł                   |
| ---- | ----------------------- |
| 1994 | Words of Dubwarning     |
| 1995 | Pain                    |
| 1996 | Wrong Side of Beautiful |
| 1998 | Step Ta Dis             |
| 2005 | Demos 1998              |

### Single
| Rok  | Singel              | Album                   |
| ---- | ------------------- | ----------------------- |
| 1994 | Respected           | Words of Dubwarning     |
| 1994 | Mental EP           | Pain                    |
| 1995 | Gorrit              | Pain                    |
| 1995 | Strike It           | Pain                    |
| 1995 | Enemy Maker         | Wrong Side of Beautiful |
| 1996 | Cry Dignity         | Wrong Side of Beautiful |
| 1996 | Soundclash EP       | N/A                     |
| 1997 | Million Dollar Love | Wrong Side of Beautiful |
| 1997 | Dreams & Illusions  | N/A                     |